# Harry Emmery

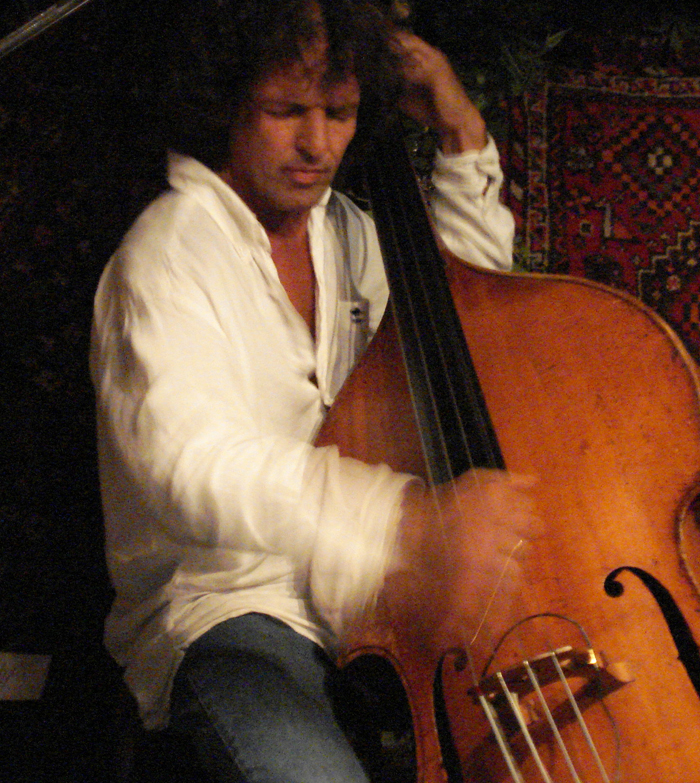
Harry Emmery

Harry Emmery (* 1951) ist ein niederländischer Jazz-Bassist und Komponist.

## Wirken
Emmery begann sein Studium des klassischen Kontrabasses am Konservatorium von Rotterdam mit 12 Jahren. Er lernte Cello, Kontrabass und Bassgitarre. Zunächst spielte er in Bands wie der des Sängers Peter Blanker, bevor er zum Jazz wechselte. Hier entwickelte er eine neue Technik auf dem Kontrabass, das „Thumbing“.  Lange Jahre spielte er als Studiomusiker und in Bigbands wie den „Skymasters“, dem VARA-Tanzorchester und in den 1980er Jahren auf Einladung von Rogier van Otterloo beim Metropole Orkest. Seit 1991 arbeitet er vornehmlich freelance, wobei er sich dank häufiger Auftritte zu einer Art Hausbassist des North Sea Jazz Festivals entwickelte. Er begleitete in den 1990ern aber auch die Sängerin Lisa Boray, spielte in den Trios von Dolf de Vries und Rob Agerbeek, mit Dick Vennik und Rob van den Broeck im Quartett Free Fair und in der Louis van Dijk Superband. Außerdem arbeitet er als Produzent, schrieb Filmmusik und ist Dozent an der Musikhochschule von Utrecht.
Im Laufe seiner langen Karriere begleitete er Musiker wie Chet Baker, Johnny Griffin, Mel Lewis, Theo Jörgensmann, Archie Shepp, Freddie Hubbard, Duke Jordan, Hod O’Brien oder Ann Burton.